# Kosei Shibasaki
Kosei Shibasaki (柴崎 晃誠 Shibasaki Kosei?), född 28 augusti 1984 i Nagasaki prefektur, är en japansk fotbollsspelare.
Shibasaki började sin karriär 2007 i Tokyo Verdy. Han spelade 109 ligamatcher för klubben. 2011 flyttade han till Kawasaki Frontale. Han gick tillbaka till Tokyo Verdy 2012. 2013 flyttade han till Tokushima Vortis. 2014 flyttade han till Sanfrecce Hiroshima. Med Sanfrecce Hiroshima vann han japanska ligan 2015.